# ناوشکن هلیکوپتربر کلاس ایزومو
ناوشکن هلیکوپتربر کلاس ایزومو (به انگلیسی: Izumo-class helicopter destroyer) یک کلاس از کشتی است که طول آن 248.0 m (813.6 ft) می‌باشد.